# Poveda de la Obispalía
Poveda de la Obispalía es una localidad del municipio conquense de Altarejos, en la comunidad autónoma de Castilla-La Mancha (España). 

## Geografía
Poveda de la Obispalía confina al noreste con Abia de la Obispalía y Villarejo Seco, al sureste con Altarejos, al sur con Villarejo-Periesteban, al oeste con Villar del Águila, al noroeste con Huerta de la Obispalía. En el siglo XIX, se comenta cómo parte del término «se halla poblado de leña de roble, algunos pinos y arbustos y frutales, como selvares, guindales, cerezos, nogales, olivos, viñas ó higueras, olmos y sauces».

## Historia
Así se describe a Poveda de la Obispalía en el tomo XIII del Diccionario geográfico-estadístico-histórico de España y sus posesiones de Ultramar, obra impulsada por Pascual Madoz a mediados del siglo XIX:

Villa con ayuntamiento en la provincia, diócesis y partido judicial de Cuenca (5 leguas), audiencia territorial de Albacete (19), capitanía general de Castilla la Nueva (Madrid 21). Situada en terreno llano, con clima frío, bien ventilado y sano. Consta de 51 casas, la del ayuntamiento, cárcel, pósito, con 80 fanegas de trigo; 2 fuentes de agua dulce de las que se surten los vecinos; iglesia parroquial (la Asunción) servida por un cura de entrada y un sacerdote para los anejos de Malpesa y Cañada del Manzano; pertenece a la abadía de Huerta de la Obispalía. Desde el pueblo sale un paseo con 2 hileras de árboles que conduce a la ermita de San Bernardino de Sena, de mucha veneración en la villa. El término confina por N Villarejo del Seco; E Altarejos; S Cañada del Manzano, y O Huerta de la Obispalía; El terreno es de monte y llano, parte se halla poblado de leña de roble, algunos pinos y arbustos y frutales, como selvares, guindales, cerezos, nogales, olivos, viñas e higueras, olmos y sauces; las tierras destinadas a la siembra de cereales y hortalizas son medianamente productivas y algunas regadas por 2 pequeños arroyos que cruzan su término. Los caminos son de pueblo a pueblo de herradura y en mal estado; la correspondencia se recibe de la estafeta de Horcajada. Producciones: trigo, cebada, centeno, avena, patatas, judías, guijas, garbanzos, coles, frutas, y algún vino y miel; se cría ganado lanar y cabrío, caza de liebres, perdices y conejos y algunos animales dañinos. Industria: la agrícola y pecuaria. Población: 51 vecinos, 203 almas. Capital productivo: 498.800 reales. Imponible: 24.940. El presupuesto municipal asciende a 2.000 reales y se cubre con el producto de las fincas de propios y otros arbitrios.
Diccionario geográfico-estadístico-histórico de España y sus posesiones de Ultramar

## Demografía
| Gráfica de evolución demográfica de Poveda de la Obispalía entre 1842 y 1970 |
| |
| Población de derecho según los censos de población del INE Población de hecho según los censos de población del INEEntre el censo de 1981 y el anterior, este municipio desaparece porque se integra en el municipio Altarejos |

Evolución de la población
| Gráfica de evolución demográfica de Poveda de la Obispalía entre 2000 y 2017 |
|                                                                              |
| Población de derecho (2000-2017) según el padrón municipal del INE           |

## Patrimonio
La iglesia está dedicada a La Asunción de Nuestra Señora.